# Lista över fornlämningar i Gnesta kommun (Gåsinge-Dillnäs)
Lista över fornlämningar i Gnesta kommun (Gåsinge-Dillnäs) är en förteckning av ett urval av de fornlämningar som finns i Gåsinge-Dillnäs i Gnesta kommun.
| Namn                                   | Lämningstyp                 | Tillkomsttid | Historisk indelning           | Plats         | Läge                 | ID-nr          | Bild                                      |
| -------------------------------------- | --------------------------- | ------------ | ----------------------------- | ------------- | -------------------- | -------------- | ----------------------------------------- |
| Gåsinge-Dillnäs 1:1                    | Fornborg                    |              | Gåsinge-Dillnäs, Södermanland |               | 59.193616, 17.143198 | 10032700010001 | Ladda upp en bild av detta fornminne      |
| Gåsinge-Dillnäs 4:1                    | Röse                        |              | Gåsinge-Dillnäs, Södermanland |               | 59.187822, 17.165927 | 10032700040001 | Ladda upp en bild av detta fornminne      |
| Gåsinge-Dillnäs 5:1                    | Röse                        |              | Gåsinge-Dillnäs, Södermanland |               | 59.186838, 17.168204 | 10032700050001 | Ladda upp en bild av detta fornminne      |
| Gåsinge-Dillnäs 5:2                    | Röse                        |              | Gåsinge-Dillnäs, Södermanland |               | 59.187210, 17.168411 | 10032700050002 | Ladda upp en bild av detta fornminne      |
| Gåsinge-Dillnäs 5:3                    | Stensättning                |              | Gåsinge-Dillnäs, Södermanland |               | 59.186316, 17.168358 | 10032700050003 | Ladda upp en bild av detta fornminne      |
| Gåsinge-Dillnäs 5:4                    | Stensättning                |              | Gåsinge-Dillnäs, Södermanland |               | 59.186163, 17.168512 | 10032700050004 | Ladda upp en bild av detta fornminne      |
| Gåsinge-Dillnäs 6:1                    | Röse                        |              | Gåsinge-Dillnäs, Södermanland |               | 59.182332, 17.172968 | 10032700060001 | Ladda upp en bild av detta fornminne      |
| Gåsinge-Dillnäs 7:1                    | Gravfält                    |              | Gåsinge-Dillnäs, Södermanland |               | 59.169930, 17.186452 | 10032700070001 | Ladda upp en bild av detta fornminne      |
| Gåsinge-Dillnäs 8:1                    | Röse                        |              | Gåsinge-Dillnäs, Södermanland | Laxne         | 59.171218, 17.184008 | 10032700080001 | Ladda upp en till bild av detta fornminne |
| Gåsinge-Dillnäs 13:1                   | Hög                         |              | Gåsinge-Dillnäs, Södermanland |               | 59.148708, 17.216827 | 10032700130001 | Ladda upp en bild av detta fornminne      |
| Gåsinge-Dillnäs 18:1                   | Röse                        |              | Gåsinge-Dillnäs, Södermanland |               | 59.136519, 17.240585 | 10032700180001 | Ladda upp en bild av detta fornminne      |
| Gåsinge-Dillnäs 18:2                   | Stensättning                |              | Gåsinge-Dillnäs, Södermanland |               | 59.136445, 17.240653 | 10032700180002 | Ladda upp en bild av detta fornminne      |
| Gåsinge-Dillnäs 19:1                   | Röse                        |              | Gåsinge-Dillnäs, Södermanland |               | 59.123531, 17.055653 | 10032700190001 | Ladda upp en bild av detta fornminne      |
| Gåsinge-Dillnäs 19:2                   | Röse                        |              | Gåsinge-Dillnäs, Södermanland |               | 59.123384, 17.055630 | 10032700190002 | Ladda upp en bild av detta fornminne      |
| Gåsinge-Dillnäs 19:3                   | Stensättning                |              | Gåsinge-Dillnäs, Södermanland |               | 59.123291, 17.055751 | 10032700190003 | Ladda upp en bild av detta fornminne      |
| Gåsinge-Dillnäs 19:4                   | Stensättning                |              | Gåsinge-Dillnäs, Södermanland |               | 59.123416, 17.055858 | 10032700190004 | Ladda upp en bild av detta fornminne      |
| Gåsinge-Dillnäs 21:1                   | Gravfält                    |              | Gåsinge-Dillnäs, Södermanland |               | 59.147270, 17.141674 | 10032700210001 | Ladda upp en bild av detta fornminne      |
| Gåsinge-Dillnäs 22:1                   | Röse                        |              | Gåsinge-Dillnäs, Södermanland |               | 59.140738, 17.140210 | 10032700220001 | Ladda upp en bild av detta fornminne      |
| Gåsinge-Dillnäs 23:1                   | Hög                         |              | Gåsinge-Dillnäs, Södermanland |               | 59.141487, 17.146784 | 10032700230001 | Ladda upp en bild av detta fornminne      |
| Gåsinge-Dillnäs 23:2                   | Stensättning                |              | Gåsinge-Dillnäs, Södermanland |               | 59.141621, 17.146673 | 10032700230002 | Ladda upp en bild av detta fornminne      |
| Gåsinge-Dillnäs 23:3                   | Stensättning                |              | Gåsinge-Dillnäs, Södermanland |               | 59.141538, 17.147107 | 10032700230003 | Ladda upp en bild av detta fornminne      |
| Gåsinge-Dillnäs 24:1                   | Gravfält                    |              | Gåsinge-Dillnäs, Södermanland |               | 59.136214, 17.157323 | 10032700240001 | Ladda upp en bild av detta fornminne      |
| Gåsinge-Dillnäs 26:1                   | Stensättning                |              | Gåsinge-Dillnäs, Södermanland |               | 59.131886, 17.154201 | 10032700260001 | Ladda upp en bild av detta fornminne      |
| Gåsinge-Dillnäs 27:1                   | Stensättning                |              | Gåsinge-Dillnäs, Södermanland |               | 59.126711, 17.134512 | 10032700270001 | Ladda upp en bild av detta fornminne      |
| Gåsinge-Dillnäs 28:1                   | Stensättning                |              | Gåsinge-Dillnäs, Södermanland |               | 59.125134, 17.135851 | 10032700280001 | Ladda upp en bild av detta fornminne      |
| Gåsinge-Dillnäs 29:1                   | Gravfält                    |              | Gåsinge-Dillnäs, Södermanland |               | 59.126776, 17.138579 | 10032700290001 | Ladda upp en bild av detta fornminne      |
| Gåsinge-Dillnäs 29:2                   | Hällristning                |              | Gåsinge-Dillnäs, Södermanland |               | 59.126707, 17.138148 | 10032700290002 | Ladda upp en bild av detta fornminne      |
| Gåsinge-Dillnäs 30:1                   | Grav- och boplatsområde     |              | Gåsinge-Dillnäs, Södermanland |               | 59.127984, 17.139296 | 10032700300001 | Ladda upp en bild av detta fornminne      |
| Gåsinge-Dillnäs 30:2                   | Hällristning                |              | Gåsinge-Dillnäs, Södermanland |               | 59.128470, 17.138800 | 10032700300002 | Ladda upp en bild av detta fornminne      |
| Gåsinge-Dillnäs 31:1                   | Gravfält                    |              | Gåsinge-Dillnäs, Södermanland |               | 59.129566, 17.142017 | 10032700310001 | Ladda upp en bild av detta fornminne      |
| Gåsinge-Dillnäs 31:2                   | Hällristning                |              | Gåsinge-Dillnäs, Södermanland |               | 59.129846, 17.142113 | 10032700310002 | Ladda upp en bild av detta fornminne      |
| Gåsinge-Dillnäs 31:3                   | Hällristning                |              | Gåsinge-Dillnäs, Södermanland |               | 59.130211, 17.142113 | 10032700310003 | Ladda upp en bild av detta fornminne      |
| Gåsinge-Dillnäs 31:4                   | Hällristning                |              | Gåsinge-Dillnäs, Södermanland |               | 59.129374, 17.140879 | 10032700310004 | Ladda upp en bild av detta fornminne      |
| Gåsinge-Dillnäs 31:5                   | Hällristning                |              | Gåsinge-Dillnäs, Södermanland |               | 59.129062, 17.141434 | 10032700310005 | Ladda upp en bild av detta fornminne      |
| Gåsinge-Dillnäs 31:6                   | Hällristning                |              | Gåsinge-Dillnäs, Södermanland |               | 59.129566, 17.143394 | 10032700310006 | Ladda upp en bild av detta fornminne      |
| Gåsinge-Dillnäs 31:7                   | Hällristning                |              | Gåsinge-Dillnäs, Södermanland |               | 59.129587, 17.143720 | 10032700310007 | Ladda upp en bild av detta fornminne      |
| Gåsinge-Dillnäs 32:1                   | Fornborg                    |              | Gåsinge-Dillnäs, Södermanland |               | 59.120522, 17.126607 | 10032700320001 | Ladda upp en bild av detta fornminne      |
| Gåsinge-Dillnäs 33:1                   | Gravfält                    |              | Gåsinge-Dillnäs, Södermanland |               | 59.138826, 17.175982 | 10032700330001 | Ladda upp en bild av detta fornminne      |
| Gåsinge-Dillnäs 35:1                   | Gravfält                    |              | Gåsinge-Dillnäs, Södermanland |               | 59.114327, 17.160629 | 10032700350001 | Ladda upp en bild av detta fornminne      |
| Gåsinge-Dillnäs 38:1                   | Stensättning                |              | Gåsinge-Dillnäs, Södermanland |               | 59.113756, 17.187115 | 10032700380001 | Ladda upp en bild av detta fornminne      |
| Gåsinge-Dillnäs 39:1                   | Stensättning                |              | Gåsinge-Dillnäs, Södermanland |               | 59.131938, 17.196359 | 10032700390001 | Ladda upp en bild av detta fornminne      |
| Gåsinge-Dillnäs 41:1                   | Röse                        |              | Gåsinge-Dillnäs, Södermanland |               | 59.139856, 17.193279 | 10032700410001 | Ladda upp en bild av detta fornminne      |
| Gåsinge-Dillnäs 41:2                   | Stensättning                |              | Gåsinge-Dillnäs, Södermanland |               | 59.139626, 17.193370 | 10032700410002 | Ladda upp en bild av detta fornminne      |
| Gåsinge-Dillnäs 41:4                   | Stensättning                |              | Gåsinge-Dillnäs, Södermanland |               | 59.139781, 17.193833 | 10032700410004 | Ladda upp en bild av detta fornminne      |
| Gåsinge-Dillnäs 41:5                   | Stensättning                |              | Gåsinge-Dillnäs, Södermanland |               | 59.139613, 17.194708 | 10032700410005 | Ladda upp en bild av detta fornminne      |
| Gåsinge-Dillnäs 41:6                   | Stensättning                |              | Gåsinge-Dillnäs, Södermanland |               | 59.140315, 17.193564 | 10032700410006 | Ladda upp en bild av detta fornminne      |
| Gåsinge-Dillnäs 42:1                   | Gravfält                    |              | Gåsinge-Dillnäs, Södermanland |               | 59.130714, 17.200962 | 10032700420001 | Ladda upp en bild av detta fornminne      |
| Gåsinge-Dillnäs 44:1                   | Gravfält                    |              | Gåsinge-Dillnäs, Södermanland |               | 59.136801, 17.220368 | 10032700440001 | Ladda upp en bild av detta fornminne      |
| Gåsinge-Dillnäs 45:1                   | Gravfält                    |              | Gåsinge-Dillnäs, Södermanland |               | 59.136366, 17.224490 | 10032700450001 | Ladda upp en bild av detta fornminne      |
| Gåsinge-Dillnäs 46:1                   | Stensättning                |              | Gåsinge-Dillnäs, Södermanland |               | 59.147808, 17.212655 | 10032700460001 | Ladda upp en bild av detta fornminne      |
| Gåsinge-Dillnäs 46:2                   | Stensättning                |              | Gåsinge-Dillnäs, Södermanland |               | 59.147933, 17.212746 | 10032700460002 | Ladda upp en bild av detta fornminne      |
| Gåsinge-Dillnäs 46:3                   | Stensättning                |              | Gåsinge-Dillnäs, Södermanland |               | 59.147826, 17.212987 | 10032700460003 | Ladda upp en bild av detta fornminne      |
| Gåsinge-Dillnäs 47:1                   | Stensättning                |              | Gåsinge-Dillnäs, Södermanland |               | 59.145393, 17.213690 | 10032700470001 | Ladda upp en bild av detta fornminne      |
| Gåsinge-Dillnäs 47:2                   | Stensättning                |              | Gåsinge-Dillnäs, Södermanland |               | 59.145489, 17.213795 | 10032700470002 | Ladda upp en bild av detta fornminne      |
| Gåsinge-Dillnäs 48:1                   | Gravfält                    |              | Gåsinge-Dillnäs, Södermanland |               | 59.126989, 17.209936 | 10032700480001 | Ladda upp en bild av detta fornminne      |
| Gåsinge-Dillnäs 49:1                   | Gravfält                    |              | Gåsinge-Dillnäs, Södermanland |               | 59.121409, 17.197079 | 10032700490001 | Ladda upp en bild av detta fornminne      |
| Gåsinge-Dillnäs 50:1                   | Gravfält                    |              | Gåsinge-Dillnäs, Södermanland |               | 59.121471, 17.200345 | 10032700500001 | Ladda upp en bild av detta fornminne      |
| Sö 8 (Gåsinge-Dillnäs 51:1)            | Runristning                 |              | Gåsinge-Dillnäs, Södermanland | Nybble        | 59.112406, 17.211143 | 10032700510001 | Ladda upp en till bild av detta fornminne |
| Gåsinge-Dillnäs 53:1                   | Stensättning                |              | Gåsinge-Dillnäs, Södermanland |               | 59.119649, 17.221795 | 10032700530001 | Ladda upp en bild av detta fornminne      |
| Gåsinge-Dillnäs 53:2                   | Stensättning                |              | Gåsinge-Dillnäs, Södermanland |               | 59.119479, 17.222223 | 10032700530002 | Ladda upp en bild av detta fornminne      |
| Gåsinge-Dillnäs 54:1                   | Stensättning                |              | Gåsinge-Dillnäs, Södermanland |               | 59.119785, 17.224510 | 10032700540001 | Ladda upp en bild av detta fornminne      |
| Gåsinge-Dillnäs 55:1                   | Stensättning                |              | Gåsinge-Dillnäs, Södermanland |               | 59.123147, 17.224843 | 10032700550001 | Ladda upp en bild av detta fornminne      |
| Gåsinge-Dillnäs 55:2                   | Stensättning                |              | Gåsinge-Dillnäs, Södermanland |               | 59.122956, 17.224854 | 10032700550002 | Ladda upp en bild av detta fornminne      |
| Gåsinge-Dillnäs 56:1                   | Stensättning                |              | Gåsinge-Dillnäs, Södermanland |               | 59.121341, 17.211991 | 10032700560001 | Ladda upp en bild av detta fornminne      |
| Gåsinge-Dillnäs 57:1                   | Gravfält                    |              | Gåsinge-Dillnäs, Södermanland |               | 59.122090, 17.208288 | 10032700570001 | Ladda upp en bild av detta fornminne      |
| Gåsinge-Dillnäs 58:1                   | Stensättning                |              | Gåsinge-Dillnäs, Södermanland |               | 59.123713, 17.208750 | 10032700580001 | Ladda upp en bild av detta fornminne      |
| Gåsinge-Dillnäs 58:2                   | Stensättning                |              | Gåsinge-Dillnäs, Södermanland |               | 59.123636, 17.208577 | 10032700580002 | Ladda upp en bild av detta fornminne      |
| Gåsinge-Dillnäs 58:3                   | Stensättning                |              | Gåsinge-Dillnäs, Södermanland |               | 59.123749, 17.209251 | 10032700580003 | Ladda upp en bild av detta fornminne      |
| Gåsinge-Dillnäs 60:1                   | Röse                        |              | Gåsinge-Dillnäs, Södermanland |               | 59.113268, 17.224816 | 10032700600001 | Ladda upp en bild av detta fornminne      |
| Gåsinge-Dillnäs 62:1                   | Gravfält                    |              | Gåsinge-Dillnäs, Södermanland |               | 59.110115, 17.230672 | 10032700620001 | Ladda upp en bild av detta fornminne      |
| Sö 9 (Gåsinge-Dillnäs 66:1)            | Runristning                 |              | Gåsinge-Dillnäs, Södermanland | Lifsinge      | 59.109219, 17.217549 | 10032700660001 | Ladda upp en till bild av detta fornminne |
| Gåsinge-Dillnäs 68:1                   | Gravfält                    |              | Gåsinge-Dillnäs, Södermanland |               | 59.115617, 17.222666 | 10032700680001 | Ladda upp en bild av detta fornminne      |
| Gåsinge-Dillnäs 68:2                   | Hällristning                |              | Gåsinge-Dillnäs, Södermanland |               | 59.115461, 17.223002 | 10032700680002 | Ladda upp en bild av detta fornminne      |
| Gåsinge-Dillnäs 68:3                   | Hällristning                |              | Gåsinge-Dillnäs, Södermanland |               | 59.115360, 17.222863 | 10032700680003 | Ladda upp en bild av detta fornminne      |
| Gåsinge-Dillnäs 68:4                   | Hällristning                |              | Gåsinge-Dillnäs, Södermanland |               | 59.115605, 17.223527 | 10032700680004 | Ladda upp en bild av detta fornminne      |
| Gåsinge-Dillnäs 69:1                   | Hög                         |              | Gåsinge-Dillnäs, Södermanland |               | 59.129500, 17.136411 | 10032700690001 | Ladda upp en bild av detta fornminne      |
| Gåsinge-Dillnäs 69:2                   | Hällristning                |              | Gåsinge-Dillnäs, Södermanland |               | 59.129405, 17.136853 | 10032700690002 | Ladda upp en bild av detta fornminne      |
| Gåsinge-Dillnäs 69:3                   | Hällristning                |              | Gåsinge-Dillnäs, Södermanland |               | 59.129620, 17.136628 | 10032700690003 | Ladda upp en bild av detta fornminne      |
| Gåsinge-Dillnäs 70:1                   | Stensättning                |              | Gåsinge-Dillnäs, Södermanland |               | 59.130441, 17.138012 | 10032700700001 | Ladda upp en bild av detta fornminne      |
| Gåsinge-Dillnäs 70:4                   | Grav markerad av sten/block |              | Gåsinge-Dillnäs, Södermanland |               | 59.130013, 17.137778 | 10032700700004 | Ladda upp en bild av detta fornminne      |
| Gåsinge-Dillnäs 71:1                   | Hög                         |              | Gåsinge-Dillnäs, Södermanland |               | 59.133182, 17.139590 | 10032700710001 | Ladda upp en bild av detta fornminne      |
| Gåsinge-Dillnäs 72:1                   | Gravfält                    |              | Gåsinge-Dillnäs, Södermanland |               | 59.134478, 17.141091 | 10032700720001 | Ladda upp en bild av detta fornminne      |
| Gåsinge-Dillnäs 73:2                   | Stensättning                |              | Gåsinge-Dillnäs, Södermanland |               | 59.134858, 17.141121 | 10032700730002 | Ladda upp en bild av detta fornminne      |
| Gåsinge-Dillnäs 74:1                   | Stensättning                |              | Gåsinge-Dillnäs, Södermanland |               | 59.134488, 17.141923 | 10032700740001 | Ladda upp en bild av detta fornminne      |
| Gåsinge-Dillnäs 75:1                   | Stensättning                |              | Gåsinge-Dillnäs, Södermanland |               | 59.132850, 17.137687 | 10032700750001 | Ladda upp en bild av detta fornminne      |
| Gåsinge-Dillnäs 75:2                   | Stensättning                |              | Gåsinge-Dillnäs, Södermanland |               | 59.132838, 17.137886 | 10032700750002 | Ladda upp en bild av detta fornminne      |
| Gåsinge-Dillnäs 75:3                   | Stensättning                |              | Gåsinge-Dillnäs, Södermanland |               | 59.132753, 17.137300 | 10032700750003 | Ladda upp en bild av detta fornminne      |
| Gåsinge-Dillnäs 77:1                   | Stensättning                |              | Gåsinge-Dillnäs, Södermanland |               | 59.138556, 17.143922 | 10032700770001 | Ladda upp en bild av detta fornminne      |
| Gåsinge-Dillnäs 78:1                   | Stensättning                |              | Gåsinge-Dillnäs, Södermanland |               | 59.137214, 17.145864 | 10032700780001 | Ladda upp en bild av detta fornminne      |
| Gåsinge-Dillnäs 79:1                   | Stensättning                |              | Gåsinge-Dillnäs, Södermanland |               | 59.134054, 17.150268 | 10032700790001 | Ladda upp en bild av detta fornminne      |
| Gåsinge-Dillnäs 80:1                   | Stensättning                |              | Gåsinge-Dillnäs, Södermanland |               | 59.139811, 17.141055 | 10032700800001 | Ladda upp en bild av detta fornminne      |
| Gåsinge-Dillnäs 80:2                   | Stensättning                |              | Gåsinge-Dillnäs, Södermanland |               | 59.139914, 17.140789 | 10032700800002 | Ladda upp en bild av detta fornminne      |
| Gåsinge-Dillnäs 81:1                   | Hög                         |              | Gåsinge-Dillnäs, Södermanland |               | 59.136609, 17.158764 | 10032700810001 | Ladda upp en bild av detta fornminne      |
| Gåsinge-Dillnäs 81:2                   | Stensättning                |              | Gåsinge-Dillnäs, Södermanland |               | 59.136815, 17.158812 | 10032700810002 | Ladda upp en bild av detta fornminne      |
| Gåsinge-Dillnäs 82:1                   | Gravfält                    |              | Gåsinge-Dillnäs, Södermanland |               | 59.138481, 17.154011 | 10032700820001 | Ladda upp en bild av detta fornminne      |
| Gåsinge-Dillnäs 83:1                   | Stensättning                |              | Gåsinge-Dillnäs, Södermanland |               | 59.139705, 17.151096 | 10032700830001 | Ladda upp en bild av detta fornminne      |
| Gåsinge-Dillnäs 84:1                   | Stensättning                |              | Gåsinge-Dillnäs, Södermanland |               | 59.117001, 17.214906 | 10032700840001 | Ladda upp en bild av detta fornminne      |
| Gåsinge-Dillnäs 84:2                   | Stensättning                |              | Gåsinge-Dillnäs, Södermanland |               | 59.116845, 17.215111 | 10032700840002 | Ladda upp en bild av detta fornminne      |
| Gåsinge-Dillnäs 85:4                   | Hällristning                |              | Gåsinge-Dillnäs, Södermanland |               | 59.131974, 17.202344 | 10032700850004 | Ladda upp en bild av detta fornminne      |
| Gåsinge-Dillnäs 86:1                   | Stensättning                |              | Gåsinge-Dillnäs, Södermanland |               | 59.109690, 17.172395 | 10032700860001 | Ladda upp en bild av detta fornminne      |
| Gåsinge-Dillnäs 86:2                   | Stensättning                |              | Gåsinge-Dillnäs, Södermanland |               | 59.109706, 17.173599 | 10032700860002 | Ladda upp en bild av detta fornminne      |
| Gåsinge-Dillnäs 87:1                   | Stensättning                |              | Gåsinge-Dillnäs, Södermanland |               | 59.109352, 17.174510 | 10032700870001 | Ladda upp en bild av detta fornminne      |
| Gåsinge-Dillnäs 87:2                   | Stensättning                |              | Gåsinge-Dillnäs, Södermanland |               | 59.109409, 17.174709 | 10032700870002 | Ladda upp en bild av detta fornminne      |
| Gåsinge-Dillnäs 90:1                   | Hällristning                |              | Gåsinge-Dillnäs, Södermanland |               | 59.115357, 17.221262 | 10032700900001 | Ladda upp en bild av detta fornminne      |
| Gåsinge-Dillnäs 90:2                   | Hällristning                |              | Gåsinge-Dillnäs, Södermanland |               | 59.115240, 17.221644 | 10032700900002 | Ladda upp en bild av detta fornminne      |
| Gåsinge-Dillnäs 91:1                   | Hällristning                |              | Gåsinge-Dillnäs, Södermanland |               | 59.116270, 17.223939 | 10032700910001 | Ladda upp en bild av detta fornminne      |
| Gåsinge-Dillnäs 92:1                   | Hällristning                |              | Gåsinge-Dillnäs, Södermanland |               | 59.113336, 17.229053 | 10032700920001 | Ladda upp en bild av detta fornminne      |
| Gåsinge-Dillnäs 93:1                   | Hällristning                |              | Gåsinge-Dillnäs, Södermanland |               | 59.115796, 17.218659 | 10032700930001 | Ladda upp en bild av detta fornminne      |
| Gåsinge-Dillnäs 93:2                   | Hällristning                |              | Gåsinge-Dillnäs, Södermanland |               | 59.115797, 17.218659 | 10032700930002 | Ladda upp en bild av detta fornminne      |
| Gåsinge-Dillnäs 93:3                   | Hällristning                |              | Gåsinge-Dillnäs, Södermanland |               | 59.115798, 17.218661 | 10032700930003 | Ladda upp en bild av detta fornminne      |
| Gåsinge-Dillnäs 93:4                   | Hällristning                |              | Gåsinge-Dillnäs, Södermanland |               | 59.115798, 17.218659 | 10032700930004 | Ladda upp en bild av detta fornminne      |
| Gåsinge-Dillnäs 94:1                   | Hällristning                |              | Gåsinge-Dillnäs, Södermanland |               | 59.120793, 17.206935 | 10032700940001 | Ladda upp en bild av detta fornminne      |
| Gåsinge-Dillnäs 94:2                   | Hällristning                |              | Gåsinge-Dillnäs, Södermanland |               | 59.120897, 17.206227 | 10032700940002 | Ladda upp en bild av detta fornminne      |
| Gåsinge-Dillnäs 94:3                   | Hällristning                |              | Gåsinge-Dillnäs, Södermanland |               | 59.121151, 17.205981 | 10032700940003 | Ladda upp en bild av detta fornminne      |
| Gåsinge-Dillnäs 94:4                   | Hällristning                |              | Gåsinge-Dillnäs, Södermanland |               | 59.121166, 17.206461 | 10032700940004 | Ladda upp en bild av detta fornminne      |
| Gåsinge-Dillnäs 94:5                   | Hällristning                |              | Gåsinge-Dillnäs, Södermanland |               | 59.121048, 17.206630 | 10032700940005 | Ladda upp en bild av detta fornminne      |
| Gåsinge-Dillnäs 95:1                   | Hällristning                |              | Gåsinge-Dillnäs, Södermanland |               | 59.123739, 17.203523 | 10032700950001 | Ladda upp en bild av detta fornminne      |
| Gåsinge-Dillnäs 95:2                   | Hällristning                |              | Gåsinge-Dillnäs, Södermanland |               | 59.123710, 17.203523 | 10032700950002 | Ladda upp en bild av detta fornminne      |
| Gåsinge-Dillnäs 95:3                   | Hällristning                |              | Gåsinge-Dillnäs, Södermanland |               | 59.123712, 17.203634 | 10032700950003 | Ladda upp en bild av detta fornminne      |
| Gåsinge-Dillnäs 96:1                   | Hällristning                |              | Gåsinge-Dillnäs, Södermanland |               | 59.123409, 17.205425 | 10032700960001 | Ladda upp en bild av detta fornminne      |
| Gåsinge-Dillnäs 97:1                   | Hällristning                |              | Gåsinge-Dillnäs, Södermanland |               | 59.125599, 17.209138 | 10032700970001 | Ladda upp en bild av detta fornminne      |
| Gåsinge-Dillnäs 97:2                   | Hällristning                |              | Gåsinge-Dillnäs, Södermanland |               | 59.125449, 17.209494 | 10032700970002 | Ladda upp en bild av detta fornminne      |
| Gåsinge-Dillnäs 98:1                   | Hällristning                |              | Gåsinge-Dillnäs, Södermanland |               | 59.123664, 17.210290 | 10032700980001 | Ladda upp en bild av detta fornminne      |
| Gåsinge-Dillnäs 98:2                   | Hällristning                |              | Gåsinge-Dillnäs, Södermanland |               | 59.123675, 17.210356 | 10032700980002 | Ladda upp en bild av detta fornminne      |
| Gåsinge-Dillnäs 99:1                   | Hällristning                |              | Gåsinge-Dillnäs, Södermanland |               | 59.123058, 17.211378 | 10032700990001 | Ladda upp en bild av detta fornminne      |
| Gåsinge-Dillnäs 100:1                  | Hällristning                |              | Gåsinge-Dillnäs, Södermanland |               | 59.123622, 17.214227 | 10032701000001 | Ladda upp en bild av detta fornminne      |
| Sö 14 (Gåsinge-Dillnäs 101:1)          | Runristning                 |              | Gåsinge-Dillnäs, Södermanland | Gåsinge kyrka | 59.088845, 17.207012 | 10032701010001 | Ladda upp en till bild av detta fornminne |
| Sö 15 (Gåsinge-Dillnäs 102:1)          | Runristning                 |              | Gåsinge-Dillnäs, Södermanland | Gåsinge kyrka | 59.088746, 17.206924 | 10032701020001 | Ladda upp en bild av detta fornminne      |
| Gåsinge-Dillnäs 103:1                  | Hög                         |              | Gåsinge-Dillnäs, Södermanland |               | 59.089275, 17.215348 | 10032701030001 | Ladda upp en bild av detta fornminne      |
| Gåsinge-Dillnäs 104:1                  | Gravfält                    |              | Gåsinge-Dillnäs, Södermanland |               | 59.088705, 17.211315 | 10032701040001 | Ladda upp en bild av detta fornminne      |
| Gåsinge-Dillnäs 105:1                  | Stensättning                |              | Gåsinge-Dillnäs, Södermanland |               | 59.088280, 17.216503 | 10032701050001 | Ladda upp en bild av detta fornminne      |
| Gåsinge-Dillnäs 106:1                  | Stensättning                |              | Gåsinge-Dillnäs, Södermanland |               | 59.089076, 17.217763 | 10032701060001 | Ladda upp en bild av detta fornminne      |
| Gåsinge-Dillnäs 106:2                  | Stensättning                |              | Gåsinge-Dillnäs, Södermanland |               | 59.089228, 17.217870 | 10032701060002 | Ladda upp en bild av detta fornminne      |
| Gåsinge-Dillnäs 106:3                  | Stensättning                |              | Gåsinge-Dillnäs, Södermanland |               | 59.089075, 17.217501 | 10032701060003 | Ladda upp en bild av detta fornminne      |
| Gåsinge-Dillnäs 107:1                  | Gravfält                    |              | Gåsinge-Dillnäs, Södermanland |               | 59.095180, 17.202782 | 10032701070001 | Ladda upp en bild av detta fornminne      |
| Gåsinge-Dillnäs 108:1                  | Gravfält                    |              | Gåsinge-Dillnäs, Södermanland |               | 59.094537, 17.201152 | 10032701080001 | Ladda upp en bild av detta fornminne      |
| Gåsinge-Dillnäs 109:1                  | Stensättning                |              | Gåsinge-Dillnäs, Södermanland |               | 59.096077, 17.202739 | 10032701090001 | Ladda upp en bild av detta fornminne      |
| Gåsinge-Dillnäs 109:2                  | Hög                         |              | Gåsinge-Dillnäs, Södermanland |               | 59.095787, 17.203011 | 10032701090002 | Ladda upp en bild av detta fornminne      |
| Gåsinge-Dillnäs 110:1                  | Gravfält                    |              | Gåsinge-Dillnäs, Södermanland |               | 59.095887, 17.202019 | 10032701100001 | Ladda upp en bild av detta fornminne      |
| Gåsinge-Dillnäs 111:1                  | Stensättning                |              | Gåsinge-Dillnäs, Södermanland |               | 59.094838, 17.208996 | 10032701110001 | Ladda upp en bild av detta fornminne      |
| Gåsinge-Dillnäs 111:2                  | Stensättning                |              | Gåsinge-Dillnäs, Södermanland |               | 59.094760, 17.209651 | 10032701110002 | Ladda upp en bild av detta fornminne      |
| Gåsinge-Dillnäs 112:1                  | Stensättning                |              | Gåsinge-Dillnäs, Södermanland |               | 59.094534, 17.212125 | 10032701120001 | Ladda upp en bild av detta fornminne      |
| Gåsinge-Dillnäs 112:2                  | Stensättning                |              | Gåsinge-Dillnäs, Södermanland |               | 59.094422, 17.212361 | 10032701120002 | Ladda upp en bild av detta fornminne      |
| Gåsinge-Dillnäs 113:1                  | Gravfält                    |              | Gåsinge-Dillnäs, Södermanland |               | 59.101743, 17.230258 | 10032701130001 | Ladda upp en bild av detta fornminne      |
| Gåsinge-Dillnäs 114:1                  | Gravfält                    |              | Gåsinge-Dillnäs, Södermanland |               | 59.085636, 17.244731 | 10032701140001 | Ladda upp en bild av detta fornminne      |
| Gåsinge-Dillnäs 115:1                  | Gravfält                    |              | Gåsinge-Dillnäs, Södermanland |               | 59.084081, 17.226243 | 10032701150001 | Ladda upp en bild av detta fornminne      |
| Gåsinge-Dillnäs 116:1                  | Gravfält                    |              | Gåsinge-Dillnäs, Södermanland |               | 59.083403, 17.224783 | 10032701160001 | Ladda upp en bild av detta fornminne      |
| Gåsinge-Dillnäs 118:1                  | Grav- och boplatsområde     |              | Gåsinge-Dillnäs, Södermanland |               | 59.080999, 17.214066 | 10032701180001 | Ladda upp en bild av detta fornminne      |
| Gåsinge-Dillnäs 119:1                  | Gravfält                    |              | Gåsinge-Dillnäs, Södermanland |               | 59.081610, 17.220078 | 10032701190001 | Ladda upp en bild av detta fornminne      |
| Gåsinge-Dillnäs 120:1                  | Gravfält                    |              | Gåsinge-Dillnäs, Södermanland |               | 59.086743, 17.235338 | 10032701200001 | Ladda upp en bild av detta fornminne      |
| Gåsinge-Dillnäs 121:1                  | Gravfält                    |              | Gåsinge-Dillnäs, Södermanland |               | 59.087722, 17.235382 | 10032701210001 | Ladda upp en bild av detta fornminne      |
| Gåsinge-Dillnäs 122:1                  | Stensättning                |              | Gåsinge-Dillnäs, Södermanland |               | 59.091924, 17.227965 | 10032701220001 | Ladda upp en bild av detta fornminne      |
| Gåsinge-Dillnäs 124:1                  | Gravfält                    |              | Gåsinge-Dillnäs, Södermanland |               | 59.076836, 17.231289 | 10032701240001 | Ladda upp en bild av detta fornminne      |
| Gåsinge-Dillnäs 125:1                  | Gravfält                    |              | Gåsinge-Dillnäs, Södermanland |               | 59.076539, 17.228400 | 10032701250001 | Ladda upp en bild av detta fornminne      |
| Gåsinge-Dillnäs 126:1                  | Gravfält                    |              | Gåsinge-Dillnäs, Södermanland |               | 59.077834, 17.226177 | 10032701260001 | Ladda upp en bild av detta fornminne      |
| Gåsinge-Dillnäs 127:1                  | Grav- och boplatsområde     |              | Gåsinge-Dillnäs, Södermanland |               | 59.076951, 17.225723 | 10032701270001 | Ladda upp en bild av detta fornminne      |
| Gåsinge-Dillnäs 128:1                  | Stensättning                |              | Gåsinge-Dillnäs, Södermanland |               | 59.077484, 17.223700 | 10032701280001 | Ladda upp en bild av detta fornminne      |
| Gåsinge-Dillnäs 129:1                  | Stensättning                |              | Gåsinge-Dillnäs, Södermanland |               | 59.076505, 17.224210 | 10032701290001 | Ladda upp en bild av detta fornminne      |
| Gåsinge-Dillnäs 129:2                  | Stensättning                |              | Gåsinge-Dillnäs, Södermanland |               | 59.076326, 17.224246 | 10032701290002 | Ladda upp en bild av detta fornminne      |
| Gåsinge-Dillnäs 130:1                  | Stensättning                |              | Gåsinge-Dillnäs, Södermanland |               | 59.077014, 17.222646 | 10032701300001 | Ladda upp en bild av detta fornminne      |
| Gåsinge-Dillnäs 132:1                  | Stensättning                |              | Gåsinge-Dillnäs, Södermanland |               | 59.078019, 17.220982 | 10032701320001 | Ladda upp en bild av detta fornminne      |
| Gåsinge-Dillnäs 133:1                  | Stensättning                |              | Gåsinge-Dillnäs, Södermanland |               | 59.076812, 17.219002 | 10032701330001 | Ladda upp en bild av detta fornminne      |
| Gåsinge-Dillnäs 134:1                  | Stensättning                |              | Gåsinge-Dillnäs, Södermanland |               | 59.078617, 17.216107 | 10032701340001 | Ladda upp en bild av detta fornminne      |
| Gåsinge-Dillnäs 135:1                  | Röse                        |              | Gåsinge-Dillnäs, Södermanland |               | 59.078137, 17.217608 | 10032701350001 | Ladda upp en bild av detta fornminne      |
| Gåsinge-Dillnäs 135:2                  | Stensättning                |              | Gåsinge-Dillnäs, Södermanland |               | 59.078034, 17.217903 | 10032701350002 | Ladda upp en bild av detta fornminne      |
| Gåsinge-Dillnäs 141:1                  | Stensättning                |              | Gåsinge-Dillnäs, Södermanland |               | 59.089569, 17.193421 | 10032701410001 | Ladda upp en bild av detta fornminne      |
| Gåsinge-Dillnäs 142:1                  | Röse                        |              | Gåsinge-Dillnäs, Södermanland |               | 59.089596, 17.188693 | 10032701420001 | Ladda upp en bild av detta fornminne      |
| Gåsinge-Dillnäs 142:2                  | Stensättning                |              | Gåsinge-Dillnäs, Södermanland |               | 59.089556, 17.189171 | 10032701420002 | Ladda upp en bild av detta fornminne      |
| Gåsinge-Dillnäs 143:1                  | Stensättning                |              | Gåsinge-Dillnäs, Södermanland |               | 59.089149, 17.196985 | 10032701430001 | Ladda upp en bild av detta fornminne      |
| Gåsinge-Dillnäs 144:1                  | Stensättning                |              | Gåsinge-Dillnäs, Södermanland |               | 59.089278, 17.198466 | 10032701440001 | Ladda upp en bild av detta fornminne      |
| Gåsinge-Dillnäs 145:1                  | Gravfält                    |              | Gåsinge-Dillnäs, Södermanland |               | 59.088422, 17.199760 | 10032701450001 | Ladda upp en bild av detta fornminne      |
| Gåsinge-Dillnäs 147:1                  | Stensättning                |              | Gåsinge-Dillnäs, Södermanland |               | 59.088858, 17.195470 | 10032701470001 | Ladda upp en bild av detta fornminne      |
| Gåsinge-Dillnäs 148:1                  | Gravfält                    |              | Gåsinge-Dillnäs, Södermanland |               | 59.094805, 17.198100 | 10032701480001 | Ladda upp en bild av detta fornminne      |
| Gåsinge-Dillnäs 149:1                  | Hög                         |              | Gåsinge-Dillnäs, Södermanland |               | 59.092926, 17.194313 | 10032701490001 | Ladda upp en bild av detta fornminne      |
| Gåsinge-Dillnäs 149:2                  | Hög                         |              | Gåsinge-Dillnäs, Södermanland |               | 59.092820, 17.194576 | 10032701490002 | Ladda upp en bild av detta fornminne      |
| Gåsinge-Dillnäs 150:1                  | Stensättning                |              | Gåsinge-Dillnäs, Södermanland |               | 59.094350, 17.195394 | 10032701500001 | Ladda upp en bild av detta fornminne      |
| Gåsinge-Dillnäs 151:1                  | Röse                        |              | Gåsinge-Dillnäs, Södermanland |               | 59.096914, 17.183836 | 10032701510001 | Ladda upp en bild av detta fornminne      |
| Gåsinge-Dillnäs 151:2                  | Stensättning                |              | Gåsinge-Dillnäs, Södermanland |               | 59.096711, 17.184692 | 10032701510002 | Ladda upp en bild av detta fornminne      |
| Gåsinge-Dillnäs 152:2                  | Hällristning                |              | Gåsinge-Dillnäs, Södermanland |               | 59.097604, 17.181314 | 10032701520002 | Ladda upp en bild av detta fornminne      |
| Gåsinge-Dillnäs 153:1                  | Gravfält                    |              | Gåsinge-Dillnäs, Södermanland |               | 59.096769, 17.192348 | 10032701530001 | Ladda upp en bild av detta fornminne      |
| Gåsinge-Dillnäs 154:1                  | Stensättning                |              | Gåsinge-Dillnäs, Södermanland |               | 59.095711, 17.187721 | 10032701540001 | Ladda upp en bild av detta fornminne      |
| Gåsinge-Dillnäs 154:2                  | Stensättning                |              | Gåsinge-Dillnäs, Södermanland |               | 59.095770, 17.187997 | 10032701540002 | Ladda upp en bild av detta fornminne      |
| Gåsinge-Dillnäs 155:1                  | Stensättning                |              | Gåsinge-Dillnäs, Södermanland |               | 59.096755, 17.186903 | 10032701550001 | Ladda upp en bild av detta fornminne      |
| Gåsinge-Dillnäs 156:1                  | Stensättning                |              | Gåsinge-Dillnäs, Södermanland |               | 59.103403, 17.195429 | 10032701560001 | Ladda upp en bild av detta fornminne      |
| Gåsinge-Dillnäs 158:1                  | Stensättning                |              | Gåsinge-Dillnäs, Södermanland |               | 59.102157, 17.195883 | 10032701580001 | Ladda upp en bild av detta fornminne      |
| Gåsinge-Dillnäs 159:1                  | Gravfält                    |              | Gåsinge-Dillnäs, Södermanland |               | 59.100804, 17.200266 | 10032701590001 | Ladda upp en bild av detta fornminne      |
| 1) Kämpestenen (Gåsinge-Dillnäs 160:1) | Grav markerad av sten/block |              | Gåsinge-Dillnäs, Södermanland |               | 59.101006, 17.198210 | 10032701600001 | Ladda upp en bild av detta fornminne      |
| 1) Kämpestenen (Gåsinge-Dillnäs 160:2) | Stensättning                |              | Gåsinge-Dillnäs, Södermanland |               | 59.101132, 17.198023 | 10032701600002 | Ladda upp en bild av detta fornminne      |
| Gåsinge-Dillnäs 162:1                  | Stensättning                |              | Gåsinge-Dillnäs, Södermanland |               | 59.100721, 17.194617 | 10032701620001 | Ladda upp en bild av detta fornminne      |
| Gåsinge-Dillnäs 163:1                  | Stensättning                |              | Gåsinge-Dillnäs, Södermanland |               | 59.094733, 17.200140 | 10032701630001 | Ladda upp en bild av detta fornminne      |
| Gåsinge-Dillnäs 164:1                  | Grav- och boplatsområde     |              | Gåsinge-Dillnäs, Södermanland |               | 59.100788, 17.177162 | 10032701640001 | Ladda upp en bild av detta fornminne      |
| Gåsinge-Dillnäs 166:1                  | Stensättning                |              | Gåsinge-Dillnäs, Södermanland |               | 59.101603, 17.173927 | 10032701660001 | Ladda upp en bild av detta fornminne      |
| Gåsinge-Dillnäs 166:2                  | Stensättning                |              | Gåsinge-Dillnäs, Södermanland |               | 59.101515, 17.174198 | 10032701660002 | Ladda upp en bild av detta fornminne      |
| Gåsinge-Dillnäs 167:1                  | Grav- och boplatsområde     |              | Gåsinge-Dillnäs, Södermanland |               | 59.099218, 17.170493 | 10032701670001 | Ladda upp en bild av detta fornminne      |
| Gåsinge-Dillnäs 168:1                  | Stensättning                |              | Gåsinge-Dillnäs, Södermanland |               | 59.105170, 17.169659 | 10032701680001 | Ladda upp en bild av detta fornminne      |
| Gåsinge-Dillnäs 168:2                  | Stensättning                |              | Gåsinge-Dillnäs, Södermanland |               | 59.105370, 17.169864 | 10032701680002 | Ladda upp en bild av detta fornminne      |
| Gåsinge-Dillnäs 168:3                  | Stensättning                |              | Gåsinge-Dillnäs, Södermanland |               | 59.105239, 17.170395 | 10032701680003 | Ladda upp en bild av detta fornminne      |
| Gåsinge-Dillnäs 170:1                  | Stensättning                |              | Gåsinge-Dillnäs, Södermanland |               | 59.103691, 17.180193 | 10032701700001 | Ladda upp en bild av detta fornminne      |
| Gåsinge-Dillnäs 171:1                  | Stensättning                |              | Gåsinge-Dillnäs, Södermanland |               | 59.104415, 17.180877 | 10032701710001 | Ladda upp en bild av detta fornminne      |
| Gåsinge-Dillnäs 172:1                  | Gravfält                    |              | Gåsinge-Dillnäs, Södermanland |               | 59.101194, 17.186791 | 10032701720001 | Ladda upp en bild av detta fornminne      |
| Gåsinge-Dillnäs 173:1                  | Stensättning                |              | Gåsinge-Dillnäs, Södermanland |               | 59.108322, 17.173650 | 10032701730001 | Ladda upp en bild av detta fornminne      |
| Gåsinge-Dillnäs 173:2                  | Stensättning                |              | Gåsinge-Dillnäs, Södermanland |               | 59.108569, 17.172953 | 10032701730002 | Ladda upp en bild av detta fornminne      |
| Gåsinge-Dillnäs 174:1                  | Stensättning                |              | Gåsinge-Dillnäs, Södermanland |               | 59.103152, 17.186457 | 10032701740001 | Ladda upp en bild av detta fornminne      |
| Gåsinge-Dillnäs 176:1                  | Grav- och boplatsområde     |              | Gåsinge-Dillnäs, Södermanland |               | 59.076271, 17.230792 | 10032701760001 | Ladda upp en bild av detta fornminne      |
| Gåsinge-Dillnäs 177:1                  | Stensättning                |              | Gåsinge-Dillnäs, Södermanland |               | 59.100105, 17.177599 | 10032701770001 | Ladda upp en bild av detta fornminne      |
| Gåsinge-Dillnäs 177:2                  | Hällristning                |              | Gåsinge-Dillnäs, Södermanland |               | 59.099939, 17.177403 | 10032701770002 | Ladda upp en bild av detta fornminne      |
| Gåsinge-Dillnäs 178:1                  | Stensättning                |              | Gåsinge-Dillnäs, Södermanland |               | 59.099497, 17.168812 | 10032701780001 | Ladda upp en bild av detta fornminne      |
| Gåsinge-Dillnäs 178:2                  | Stensättning                |              | Gåsinge-Dillnäs, Södermanland |               | 59.099427, 17.168998 | 10032701780002 | Ladda upp en bild av detta fornminne      |
| Gåsinge-Dillnäs 178:3                  | Stensättning                |              | Gåsinge-Dillnäs, Södermanland |               | 59.099480, 17.168576 | 10032701780003 | Ladda upp en bild av detta fornminne      |
| Gåsinge-Dillnäs 181:1                  | Fornborg                    |              | Gåsinge-Dillnäs, Södermanland |               | 59.126581, 17.020353 | 10032701810001 | Ladda upp en bild av detta fornminne      |
| Slottsberget (Gåsinge-Dillnäs 182:1)   | Fornborg                    |              | Gåsinge-Dillnäs, Södermanland |               | 59.153128, 17.233801 | 10032701820001 | Ladda upp en bild av detta fornminne      |
| Gåsinge-Dillnäs 184:1                  | Röse                        |              | Gåsinge-Dillnäs, Södermanland |               | 59.141049, 17.194423 | 10032701840001 | Ladda upp en bild av detta fornminne      |
| Gåsinge-Dillnäs 184:2                  | Stensättning                |              | Gåsinge-Dillnäs, Södermanland |               | 59.140900, 17.194474 | 10032701840002 | Ladda upp en bild av detta fornminne      |
| Gåsinge-Dillnäs 184:3                  | Stensättning                |              | Gåsinge-Dillnäs, Södermanland |               | 59.140733, 17.194724 | 10032701840003 | Ladda upp en bild av detta fornminne      |
| Gåsinge-Dillnäs 185:1                  | Stensättning                |              | Gåsinge-Dillnäs, Södermanland |               | 59.140396, 17.194895 | 10032701850001 | Ladda upp en bild av detta fornminne      |
| Gåsinge-Dillnäs 186:1                  | Röse                        |              | Gåsinge-Dillnäs, Södermanland |               | 59.135636, 17.195496 | 10032701860001 | Ladda upp en bild av detta fornminne      |
| Gåsinge-Dillnäs 187:1                  | Hällristning                |              | Gåsinge-Dillnäs, Södermanland |               | 59.110038, 17.222811 | 10032701870001 | Ladda upp en bild av detta fornminne      |
| Gåsinge-Dillnäs 187:2                  | Hällristning                |              | Gåsinge-Dillnäs, Södermanland |               | 59.110084, 17.223041 | 10032701870002 | Ladda upp en bild av detta fornminne      |
| Gåsinge-Dillnäs 187:3                  | Hällristning                |              | Gåsinge-Dillnäs, Södermanland |               | 59.109686, 17.222262 | 10032701870003 | Ladda upp en bild av detta fornminne      |
| Gåsinge-Dillnäs 187:4                  | Hällristning                |              | Gåsinge-Dillnäs, Södermanland |               | 59.109945, 17.223226 | 10032701870004 | Ladda upp en bild av detta fornminne      |
| Gåsinge-Dillnäs 187:5                  | Hällristning                |              | Gåsinge-Dillnäs, Södermanland |               | 59.109835, 17.221346 | 10032701870005 | Ladda upp en bild av detta fornminne      |
| Gåsinge-Dillnäs 187:6                  | Hällristning                |              | Gåsinge-Dillnäs, Södermanland |               | 59.109230, 17.221675 | 10032701870006 | Ladda upp en bild av detta fornminne      |
| Gåsinge-Dillnäs 187:7                  | Hällristning                |              | Gåsinge-Dillnäs, Södermanland |               | 59.108843, 17.221319 | 10032701870007 | Ladda upp en bild av detta fornminne      |
| Gåsinge-Dillnäs 187:8                  | Hällristning                |              | Gåsinge-Dillnäs, Södermanland |               | 59.108947, 17.220954 | 10032701870008 | Ladda upp en bild av detta fornminne      |
| Gåsinge-Dillnäs 187:9                  | Hällristning                |              | Gåsinge-Dillnäs, Södermanland |               | 59.108794, 17.221324 | 10032701870009 | Ladda upp en bild av detta fornminne      |
| Gåsinge-Dillnäs 189:1                  | Hällristning                |              | Gåsinge-Dillnäs, Södermanland |               | 59.107859, 17.222110 | 10032701890001 | Ladda upp en bild av detta fornminne      |
| Gåsinge-Dillnäs 189:2                  | Hällristning                |              | Gåsinge-Dillnäs, Södermanland |               | 59.107593, 17.221617 | 10032701890002 | Ladda upp en bild av detta fornminne      |
| Gåsinge-Dillnäs 189:3                  | Hällristning                |              | Gåsinge-Dillnäs, Södermanland |               | 59.107484, 17.221417 | 10032701890003 | Ladda upp en bild av detta fornminne      |
| Gåsinge-Dillnäs 189:4                  | Hällristning                |              | Gåsinge-Dillnäs, Södermanland |               | 59.107218, 17.220700 | 10032701890004 | Ladda upp en bild av detta fornminne      |
| Gåsinge-Dillnäs 190:1                  | Hällristning                |              | Gåsinge-Dillnäs, Södermanland |               | 59.129479, 17.205371 | 10032701900001 | Ladda upp en bild av detta fornminne      |
| Gåsinge-Dillnäs 190:2                  | Hällristning                |              | Gåsinge-Dillnäs, Södermanland |               | 59.129524, 17.205470 | 10032701900002 | Ladda upp en bild av detta fornminne      |
| Gåsinge-Dillnäs 191:1                  | Hällristning                |              | Gåsinge-Dillnäs, Södermanland |               | 59.132301, 17.197686 | 10032701910001 | Ladda upp en bild av detta fornminne      |
| Gåsinge-Dillnäs 192:1                  | Hällristning                |              | Gåsinge-Dillnäs, Södermanland |               | 59.100055, 17.175007 | 10032701920001 | Ladda upp en bild av detta fornminne      |
| Gåsinge-Dillnäs 193:1                  | Hällristning                |              | Gåsinge-Dillnäs, Södermanland |               | 59.098882, 17.182954 | 10032701930001 | Ladda upp en bild av detta fornminne      |
| Gåsinge-Dillnäs 193:2                  | Hällristning                |              | Gåsinge-Dillnäs, Södermanland |               | 59.098453, 17.182952 | 10032701930002 | Ladda upp en bild av detta fornminne      |
| Gåsinge-Dillnäs 193:3                  | Hällristning                |              | Gåsinge-Dillnäs, Södermanland |               | 59.098542, 17.181749 | 10032701930003 | Ladda upp en bild av detta fornminne      |
| Gåsinge-Dillnäs 194:2                  | Stensättning                |              | Gåsinge-Dillnäs, Södermanland |               | 59.097848, 17.181892 | 10032701940002 | Ladda upp en bild av detta fornminne      |
| Gåsinge-Dillnäs 195:1                  | Hällristning                |              | Gåsinge-Dillnäs, Södermanland |               | 59.128237, 17.142011 | 10032701950001 | Ladda upp en bild av detta fornminne      |
| Gåsinge-Dillnäs 195:2                  | Hällristning                |              | Gåsinge-Dillnäs, Södermanland |               | 59.128187, 17.142253 | 10032701950002 | Ladda upp en bild av detta fornminne      |
| Gåsinge-Dillnäs 196:1                  | Hällristning                |              | Gåsinge-Dillnäs, Södermanland |               | 59.135249, 17.138722 | 10032701960001 | Ladda upp en bild av detta fornminne      |
| Gåsinge-Dillnäs 197:1                  | Hällristning                |              | Gåsinge-Dillnäs, Södermanland |               | 59.135289, 17.143283 | 10032701970001 | Ladda upp en bild av detta fornminne      |
| Gåsinge-Dillnäs 198:1                  | Hällristning                |              | Gåsinge-Dillnäs, Södermanland |               | 59.132945, 17.197668 | 10032701980001 | Ladda upp en bild av detta fornminne      |
| Gåsinge-Dillnäs 201:1                  | Gravfält                    |              | Gåsinge-Dillnäs, Södermanland |               | 59.134297, 17.198260 | 10032702010001 | Ladda upp en bild av detta fornminne      |
| Gåsinge-Dillnäs 201:2                  | Stensättning                |              | Gåsinge-Dillnäs, Södermanland |               | 59.134150, 17.199432 | 10032702010002 | Ladda upp en bild av detta fornminne      |
| Gåsinge-Dillnäs 202:1                  | Hällristning                |              | Gåsinge-Dillnäs, Södermanland |               | 59.133398, 17.199483 | 10032702020001 | Ladda upp en bild av detta fornminne      |
| Gåsinge-Dillnäs 202:2                  | Hällristning                |              | Gåsinge-Dillnäs, Södermanland |               | 59.133399, 17.199488 | 10032702020002 | Ladda upp en bild av detta fornminne      |
| Gåsinge-Dillnäs 204:1                  | Hällristning                |              | Gåsinge-Dillnäs, Södermanland |               | 59.129075, 17.200589 | 10032702040001 | Ladda upp en bild av detta fornminne      |
| Gåsinge-Dillnäs 205:1                  | Hällristning                |              | Gåsinge-Dillnäs, Södermanland |               | 59.128786, 17.200028 | 10032702050001 | Ladda upp en bild av detta fornminne      |
| Gåsinge-Dillnäs 205:2                  | Hällristning                |              | Gåsinge-Dillnäs, Södermanland |               | 59.128787, 17.200022 | 10032702050002 | Ladda upp en bild av detta fornminne      |
| Gåsinge-Dillnäs 206:1                  | Hällristning                |              | Gåsinge-Dillnäs, Södermanland |               | 59.127525, 17.200790 | 10032702060001 | Ladda upp en bild av detta fornminne      |
| Gåsinge-Dillnäs 207:1                  | Hällristning                |              | Gåsinge-Dillnäs, Södermanland |               | 59.126906, 17.200609 | 10032702070001 | Ladda upp en till bild av detta fornminne |
| Gåsinge-Dillnäs 208:2                  | Hällristning                |              | Gåsinge-Dillnäs, Södermanland |               | 59.138573, 17.196715 | 10032702080002 | Ladda upp en bild av detta fornminne      |
| Gåsinge-Dillnäs 208:3                  | Hällristning                |              | Gåsinge-Dillnäs, Södermanland |               | 59.138568, 17.196714 | 10032702080003 | Ladda upp en bild av detta fornminne      |
| Gåsinge-Dillnäs 208:4                  | Hällristning                |              | Gåsinge-Dillnäs, Södermanland |               | 59.138854, 17.196686 | 10032702080004 | Ladda upp en bild av detta fornminne      |
| Gåsinge-Dillnäs 208:5                  | Hällristning                |              | Gåsinge-Dillnäs, Södermanland |               | 59.138975, 17.197277 | 10032702080005 | Ladda upp en bild av detta fornminne      |
| Gåsinge-Dillnäs 208:6                  | Hällristning                |              | Gåsinge-Dillnäs, Södermanland |               | 59.139072, 17.197822 | 10032702080006 | Ladda upp en bild av detta fornminne      |
| Gåsinge-Dillnäs 208:7                  | Hällristning                |              | Gåsinge-Dillnäs, Södermanland |               | 59.139406, 17.196834 | 10032702080007 | Ladda upp en bild av detta fornminne      |
| Gåsinge-Dillnäs 208:8                  | Hällristning                |              | Gåsinge-Dillnäs, Södermanland |               | 59.139405, 17.196830 | 10032702080008 | Ladda upp en bild av detta fornminne      |
| Gåsinge-Dillnäs 208:9                  | Hällristning                |              | Gåsinge-Dillnäs, Södermanland |               | 59.139405, 17.196820 | 10032702080009 | Ladda upp en bild av detta fornminne      |
| Gåsinge-Dillnäs 208:13                 | Hällristning                |              | Gåsinge-Dillnäs, Södermanland |               | 59.138333, 17.198256 | 10032702080013 | Ladda upp en bild av detta fornminne      |
| Gåsinge-Dillnäs 208:14                 | Hällristning                |              | Gåsinge-Dillnäs, Södermanland |               | 59.138319, 17.198250 | 10032702080014 | Ladda upp en bild av detta fornminne      |
| Gåsinge-Dillnäs 208:15                 | Hällristning                |              | Gåsinge-Dillnäs, Södermanland |               | 59.138317, 17.198259 | 10032702080015 | Ladda upp en bild av detta fornminne      |
| Gåsinge-Dillnäs 208:16                 | Hällristning                |              | Gåsinge-Dillnäs, Södermanland |               | 59.138396, 17.198274 | 10032702080016 | Ladda upp en bild av detta fornminne      |
| Gåsinge-Dillnäs 208:17                 | Hällristning                |              | Gåsinge-Dillnäs, Södermanland |               | 59.138453, 17.198163 | 10032702080017 | Ladda upp en bild av detta fornminne      |
| Gåsinge-Dillnäs 208:18                 | Hällristning                |              | Gåsinge-Dillnäs, Södermanland |               | 59.138610, 17.198001 | 10032702080018 | Ladda upp en bild av detta fornminne      |
| Gåsinge-Dillnäs 210:1                  | Hällristning                |              | Gåsinge-Dillnäs, Södermanland |               | 59.139231, 17.199163 | 10032702100001 | Ladda upp en bild av detta fornminne      |
| Gåsinge-Dillnäs 210:2                  | Stensättning                |              | Gåsinge-Dillnäs, Södermanland |               | 59.139044, 17.198664 | 10032702100002 | Ladda upp en bild av detta fornminne      |
| Gåsinge-Dillnäs 212:1                  | Röse                        |              | Gåsinge-Dillnäs, Södermanland |               | 59.169865, 17.183282 | 10032702120001 | Ladda upp en bild av detta fornminne      |
| Gåsinge-Dillnäs 213:1                  | Röse                        |              | Gåsinge-Dillnäs, Södermanland |               | 59.173835, 17.180079 | 10032702130001 | Ladda upp en bild av detta fornminne      |
| Gåsinge-Dillnäs 217:2                  | Hällristning                |              | Gåsinge-Dillnäs, Södermanland |               | 59.094960, 17.203044 | 10032702170002 | Ladda upp en bild av detta fornminne      |
| Gåsinge-Dillnäs 217:3                  | Hällristning                |              | Gåsinge-Dillnäs, Södermanland |               | 59.094960, 17.203044 | 10032702170003 | Ladda upp en bild av detta fornminne      |
| Gåsinge-Dillnäs 217:4                  | Hällristning                |              | Gåsinge-Dillnäs, Södermanland |               | 59.094960, 17.203044 | 10032702170004 | Ladda upp en bild av detta fornminne      |
| Gåsinge-Dillnäs 217:5                  | Hällristning                |              | Gåsinge-Dillnäs, Södermanland |               | 59.094960, 17.203044 | 10032702170005 | Ladda upp en bild av detta fornminne      |
| Gåsinge-Dillnäs 218:1                  | Hällristning                |              | Gåsinge-Dillnäs, Södermanland |               | 59.094620, 17.201700 | 10032702180001 | Ladda upp en bild av detta fornminne      |
| Gåsinge-Dillnäs 218:2                  | Hällristning                |              | Gåsinge-Dillnäs, Södermanland |               | 59.094840, 17.202089 | 10032702180002 | Ladda upp en bild av detta fornminne      |
| Gåsinge-Dillnäs 219:1                  | Hällristning                |              | Gåsinge-Dillnäs, Södermanland |               | 59.094980, 17.200503 | 10032702190001 | Ladda upp en bild av detta fornminne      |
| Gåsinge-Dillnäs 219:2                  | Hällristning                |              | Gåsinge-Dillnäs, Södermanland |               | 59.094985, 17.200506 | 10032702190002 | Ladda upp en bild av detta fornminne      |
| Gåsinge-Dillnäs 219:3                  | Hällristning                |              | Gåsinge-Dillnäs, Södermanland |               | 59.095015, 17.200493 | 10032702190003 | Ladda upp en bild av detta fornminne      |
| Gåsinge-Dillnäs 219:4                  | Hällristning                |              | Gåsinge-Dillnäs, Södermanland |               | 59.095017, 17.200530 | 10032702190004 | Ladda upp en bild av detta fornminne      |
| Gåsinge-Dillnäs 219:5                  | Hällristning                |              | Gåsinge-Dillnäs, Södermanland |               | 59.095015, 17.200505 | 10032702190005 | Ladda upp en bild av detta fornminne      |
| Gåsinge-Dillnäs 219:6                  | Hällristning                |              | Gåsinge-Dillnäs, Södermanland |               | 59.095009, 17.200504 | 10032702190006 | Ladda upp en bild av detta fornminne      |
| Gåsinge-Dillnäs 221:1                  | Stensättning                |              | Gåsinge-Dillnäs, Södermanland |               | 59.156757, 17.199369 | 10032702210001 | Ladda upp en bild av detta fornminne      |
| Gåsinge-Dillnäs 246:1                  | Stensättning                |              | Gåsinge-Dillnäs, Södermanland |               | 59.173187, 17.167923 | 10032702460001 | Ladda upp en bild av detta fornminne      |
| Gåsinge-Dillnäs 259:1                  | Röse                        |              | Gåsinge-Dillnäs, Södermanland |               | 59.188334, 17.122622 | 10032702590001 | Ladda upp en bild av detta fornminne      |
| Gåsinge-Dillnäs 259:2                  | Stensättning                |              | Gåsinge-Dillnäs, Södermanland |               | 59.188096, 17.122481 | 10032702590002 | Ladda upp en bild av detta fornminne      |
| Gåsinge-Dillnäs 259:3                  | Stensättning                |              | Gåsinge-Dillnäs, Södermanland |               | 59.187970, 17.122269 | 10032702590003 | Ladda upp en bild av detta fornminne      |
| Gåsinge-Dillnäs 266:1                  | Röse                        |              | Gåsinge-Dillnäs, Södermanland |               | 59.185698, 17.168699 | 10032702660001 | Ladda upp en bild av detta fornminne      |
| Gåsinge-Dillnäs 279:1                  | Stensättning                |              | Gåsinge-Dillnäs, Södermanland |               | 59.160864, 17.168988 | 10032702790001 | Ladda upp en bild av detta fornminne      |
| Gåsinge-Dillnäs 281:1                  | Stensättning                |              | Gåsinge-Dillnäs, Södermanland |               | 59.170635, 17.188531 | 10032702810001 | Ladda upp en bild av detta fornminne      |
| Gåsinge-Dillnäs 315:1                  | Stensättning                |              | Gåsinge-Dillnäs, Södermanland |               | 59.125439, 17.060137 | 10032703150001 | Ladda upp en bild av detta fornminne      |
| Gåsinge-Dillnäs 334:1                  | Minnesmärke                 |              | Gåsinge-Dillnäs, Södermanland |               | 59.148261, 17.108952 | 10032703340001 | Ladda upp en bild av detta fornminne      |
| Gåsinge-Dillnäs 341:1                  | Stensättning                |              | Gåsinge-Dillnäs, Södermanland |               | 59.130668, 17.040110 | 10032703410001 | Ladda upp en bild av detta fornminne      |
| Gåsinge-Dillnäs 342:1                  | Stensättning                |              | Gåsinge-Dillnäs, Södermanland |               | 59.123087, 17.047100 | 10032703420001 | Ladda upp en bild av detta fornminne      |
| Gåsinge-Dillnäs 342:2                  | Stensättning                |              | Gåsinge-Dillnäs, Södermanland |               | 59.123277, 17.046820 | 10032703420002 | Ladda upp en bild av detta fornminne      |
| Gåsinge-Dillnäs 343:1                  | Stensättning                |              | Gåsinge-Dillnäs, Södermanland |               | 59.123953, 17.049864 | 10032703430001 | Ladda upp en bild av detta fornminne      |
| Gåsinge-Dillnäs 344:1                  | Röse                        |              | Gåsinge-Dillnäs, Södermanland |               | 59.127927, 17.056831 | 10032703440001 | Ladda upp en bild av detta fornminne      |
| Gåsinge-Dillnäs 357:1                  | Röse                        |              | Gåsinge-Dillnäs, Södermanland |               | 59.190492, 17.104586 | 10032703570001 | Ladda upp en bild av detta fornminne      |
| Gåsinge-Dillnäs 396:1                  | Hällristning                |              | Gåsinge-Dillnäs, Södermanland |               | 59.152583, 17.128081 | 10032703960001 | Ladda upp en bild av detta fornminne      |
| Gåsinge-Dillnäs 399:1                  | Hällristning                |              | Gåsinge-Dillnäs, Södermanland |               | 59.145464, 17.147119 | 10032703990001 | Ladda upp en bild av detta fornminne      |
| Gåsinge-Dillnäs 400:1                  | Stensättning                |              | Gåsinge-Dillnäs, Södermanland |               | 59.148651, 17.150232 | 10032704000001 | Ladda upp en bild av detta fornminne      |
| Gåsinge-Dillnäs 400:2                  | Stensättning                |              | Gåsinge-Dillnäs, Södermanland |               | 59.148587, 17.149400 | 10032704000002 | Ladda upp en bild av detta fornminne      |
| Gåsinge-Dillnäs 400:3                  | Stensättning                |              | Gåsinge-Dillnäs, Södermanland |               | 59.148716, 17.149490 | 10032704000003 | Ladda upp en bild av detta fornminne      |
| Gåsinge-Dillnäs 402:1                  | Stensättning                |              | Gåsinge-Dillnäs, Södermanland |               | 59.145554, 17.152934 | 10032704020001 | Ladda upp en bild av detta fornminne      |
| Gåsinge-Dillnäs 402:2                  | Stensättning                |              | Gåsinge-Dillnäs, Södermanland |               | 59.145409, 17.153083 | 10032704020002 | Ladda upp en bild av detta fornminne      |
| Gåsinge-Dillnäs 402:3                  | Stensättning                |              | Gåsinge-Dillnäs, Södermanland |               | 59.145664, 17.152782 | 10032704020003 | Ladda upp en bild av detta fornminne      |
| Gåsinge-Dillnäs 408:1                  | Stensättning                |              | Gåsinge-Dillnäs, Södermanland |               | 59.130415, 17.126856 | 10032704080001 | Ladda upp en bild av detta fornminne      |
| Gåsinge-Dillnäs 409:1                  | Hällristning                |              | Gåsinge-Dillnäs, Södermanland |               | 59.130690, 17.133779 | 10032704090001 | Ladda upp en bild av detta fornminne      |
| Gåsinge-Dillnäs 410:1                  | Hällristning                |              | Gåsinge-Dillnäs, Södermanland |               | 59.131829, 17.201099 | 10032704100001 | Ladda upp en bild av detta fornminne      |
| Gåsinge-Dillnäs 410:2                  | Hällristning                |              | Gåsinge-Dillnäs, Södermanland |               | 59.130389, 17.199849 | 10032704100002 | Ladda upp en bild av detta fornminne      |
| Gåsinge-Dillnäs 411:1                  | Hällristning                |              | Gåsinge-Dillnäs, Södermanland |               | 59.130649, 17.198811 | 10032704110001 | Ladda upp en bild av detta fornminne      |
| Gåsinge-Dillnäs 412:1                  | Stensättning                |              | Gåsinge-Dillnäs, Södermanland |               | 59.135037, 17.198326 | 10032704120001 | Ladda upp en bild av detta fornminne      |
| Gåsinge-Dillnäs 413:1                  | Stensättning                |              | Gåsinge-Dillnäs, Södermanland |               | 59.135302, 17.199149 | 10032704130001 | Ladda upp en bild av detta fornminne      |
| Gåsinge-Dillnäs 414:1                  | Stensättning                |              | Gåsinge-Dillnäs, Södermanland |               | 59.138575, 17.191000 | 10032704140001 | Ladda upp en bild av detta fornminne      |
| Gåsinge-Dillnäs 419:1                  | Hällristning                |              | Gåsinge-Dillnäs, Södermanland |               | 59.137384, 17.171321 | 10032704190001 | Ladda upp en bild av detta fornminne      |
| Gåsinge-Dillnäs 422:1                  | Stensättning                |              | Gåsinge-Dillnäs, Södermanland |               | 59.147091, 17.156229 | 10032704220001 | Ladda upp en bild av detta fornminne      |
| Gåsinge-Dillnäs 422:2                  | Stensättning                |              | Gåsinge-Dillnäs, Södermanland |               | 59.146865, 17.156448 | 10032704220002 | Ladda upp en bild av detta fornminne      |
| Gåsinge-Dillnäs 422:3                  | Stensättning                |              | Gåsinge-Dillnäs, Södermanland |               | 59.146984, 17.155963 | 10032704220003 | Ladda upp en bild av detta fornminne      |
| Gåsinge-Dillnäs 422:4                  | Stensättning                |              | Gåsinge-Dillnäs, Södermanland |               | 59.146826, 17.155991 | 10032704220004 | Ladda upp en bild av detta fornminne      |
| Gåsinge-Dillnäs 440:1                  | Stensättning                |              | Gåsinge-Dillnäs, Södermanland |               | 59.147481, 17.206826 | 10032704400001 | Ladda upp en bild av detta fornminne      |
| Gåsinge-Dillnäs 440:2                  | Stensättning                |              | Gåsinge-Dillnäs, Södermanland |               | 59.147325, 17.206930 | 10032704400002 | Ladda upp en bild av detta fornminne      |
| Gåsinge-Dillnäs 440:3                  | Stensättning                |              | Gåsinge-Dillnäs, Södermanland |               | 59.147249, 17.207129 | 10032704400003 | Ladda upp en bild av detta fornminne      |
| Gåsinge-Dillnäs 446:1                  | Stensättning                |              | Gåsinge-Dillnäs, Södermanland |               | 59.151750, 17.203605 | 10032704460001 | Ladda upp en bild av detta fornminne      |
| Gåsinge-Dillnäs 446:2                  | Stensättning                |              | Gåsinge-Dillnäs, Södermanland |               | 59.151890, 17.203791 | 10032704460002 | Ladda upp en bild av detta fornminne      |
| Gåsinge-Dillnäs 453:1                  | Stensättning                |              | Gåsinge-Dillnäs, Södermanland |               | 59.103911, 17.172435 | 10032704530001 | Ladda upp en bild av detta fornminne      |
| Gåsinge-Dillnäs 453:2                  | Stensättning                |              | Gåsinge-Dillnäs, Södermanland |               | 59.103838, 17.172888 | 10032704530002 | Ladda upp en bild av detta fornminne      |
| Gåsinge-Dillnäs 464:1                  | Gravfält                    |              | Gåsinge-Dillnäs, Södermanland |               | 59.103636, 17.156934 | 10032704640001 | Ladda upp en bild av detta fornminne      |
| Gåsinge-Dillnäs 465:1                  | Stensättning                |              | Gåsinge-Dillnäs, Södermanland |               | 59.106268, 17.151267 | 10032704650001 | Ladda upp en bild av detta fornminne      |
| Gåsinge-Dillnäs 466:1                  | Stensättning                |              | Gåsinge-Dillnäs, Södermanland |               | 59.102606, 17.150732 | 10032704660001 | Ladda upp en bild av detta fornminne      |
| Gåsinge-Dillnäs 466:2                  | Grav markerad av sten/block |              | Gåsinge-Dillnäs, Södermanland |               | 59.102488, 17.150836 | 10032704660002 | Ladda upp en bild av detta fornminne      |
| Gåsinge-Dillnäs 470:1                  | Lägenhetsbebyggelse         |              | Gåsinge-Dillnäs, Södermanland |               | 59.107303, 17.189607 | 10032704700001 | Ladda upp en bild av detta fornminne      |
| Gåsinge-Dillnäs 471:1                  | Hällristning                |              | Gåsinge-Dillnäs, Södermanland |               | 59.100786, 17.194381 | 10032704710001 | Ladda upp en bild av detta fornminne      |
| Gåsinge-Dillnäs 472:1                  | Hällristning                |              | Gåsinge-Dillnäs, Södermanland |               | 59.094765, 17.196968 | 10032704720001 | Ladda upp en bild av detta fornminne      |
| Gåsinge-Dillnäs 481:1                  | Fornborg                    |              | Gåsinge-Dillnäs, Södermanland |               | 59.100651, 17.153230 | 10032704810001 | Ladda upp en bild av detta fornminne      |
| Gåsinge-Dillnäs 482:1                  | Stensättning                |              | Gåsinge-Dillnäs, Södermanland |               | 59.093278, 17.143410 | 10032704820001 | Ladda upp en bild av detta fornminne      |
| Gåsinge-Dillnäs 486:1                  | Hällristning                |              | Gåsinge-Dillnäs, Södermanland |               | 59.087840, 17.234412 | 10032704860001 | Ladda upp en bild av detta fornminne      |
| Gåsinge-Dillnäs 487:1                  | Stensättning                |              | Gåsinge-Dillnäs, Södermanland |               | 59.090673, 17.235507 | 10032704870001 | Ladda upp en bild av detta fornminne      |
| Gåsinge-Dillnäs 488:1                  | Stensättning                |              | Gåsinge-Dillnäs, Södermanland |               | 59.089604, 17.240677 | 10032704880001 | Ladda upp en bild av detta fornminne      |
| Gåsinge-Dillnäs 491:1                  | Stensättning                |              | Gåsinge-Dillnäs, Södermanland |               | 59.077787, 17.209286 | 10032704910001 | Ladda upp en bild av detta fornminne      |
| Gåsinge-Dillnäs 498:1                  | Hällristning                |              | Gåsinge-Dillnäs, Södermanland |               | 59.103670, 17.156276 | 10032704980001 | Ladda upp en bild av detta fornminne      |
| Gåsinge-Dillnäs 532:1                  | Hällristning                |              | Gåsinge-Dillnäs, Södermanland |               | 59.113970, 17.211573 | 10032705320001 | Ladda upp en bild av detta fornminne      |
| Gåsinge-Dillnäs 532:2                  | Hällristning                |              | Gåsinge-Dillnäs, Södermanland |               | 59.114315, 17.211240 | 10032705320002 | Ladda upp en bild av detta fornminne      |
| Gåsinge-Dillnäs 533:1                  | Hällristning                |              | Gåsinge-Dillnäs, Södermanland |               | 59.112982, 17.210467 | 10032705330001 | Ladda upp en bild av detta fornminne      |
| Gåsinge-Dillnäs 543                    | Stensättning                |              | Gåsinge-Dillnäs, Södermanland |               | 59.161796, 17.191383 | 12000000024704 | Ladda upp en bild av detta fornminne      |
| Gåsinge-Dillnäs 548                    | Hällristning                |              | Gåsinge-Dillnäs, Södermanland |               | 59.099925, 17.176933 | 12000000082018 | Ladda upp en bild av detta fornminne      |
| Gåsinge-Dillnäs 549                    | Hällristning                |              | Gåsinge-Dillnäs, Södermanland |               | 59.099567, 17.177621 | 12000000082020 | Ladda upp en bild av detta fornminne      |